# Aetorhinella
Aetorhinella is een geslacht van wantsen uit de familie van de Miridae (Blindwantsen). Het geslacht werd voor het eerst wetenschappelijk beschreven door Noualhier in 1893.

## Soorten
Het genus is monotypisch en bevat alleen de volgende soort:

- Aetorhinella parviceps Noualhier, 1893